# Copestylum joei
Copestylum joei är en tvåvingeart som beskrevs av Rotheray och Albany Hancock 2007. Copestylum joei ingår i släktet Copestylum och familjen blomflugor.
Artens utbredningsområde är Costa Rica. Inga underarter finns listade i Catalogue of Life.